# Asteropella slatteryi
Asteropella slatteryi är en kräftdjursart som beskrevs av Louis S. Kornicker 1981. Asteropella slatteryi ingår i släktet Asteropella och familjen Cylindroleberididae. Inga underarter finns listade.